# MySQL AB
MySQL AB var företaget bakom det fria databasprogrammet MySQL. MySQL AB grundades 1995 och hade 2006 över 300 anställda i cirka 25 länder. Den 16 januari 2008 meddelades att Sun Microsystems köper MySQL AB för en miljard USD.